# Microdigital TK-90X
Microdigital TK-90X (TK-90X) је кућни рачунар, производ фирме Microdigital који је почео да се израђује у Бразилу током 1985. године.
Користио је Z80A као централни микропроцесор а RAM меморија рачунара TK-90X је имала капацитет од 16K и 48K (двије верзије).

## Детаљни подаци
Детаљнији подаци о рачунару TK-90X су дати у табели испод.
|                       |                                           |
| [ 1 ]                 |                                           |
| Произвођач            |                                           |
| Тип                   | кућни рачунар                             |
| Меморија              | 16K и 48K верзије                         |
| Поријекло             | Бразил                                    |
| Година                | 1985                                      |
| Тастатура             | гумена тастатура - 40 тастера             |
| Процесор              |                                           |
| Фреквенција процесора | 3,58                                      |
| RAM                   | 16K и 48K верзије                         |
| ROM                   | 16 KB                                     |
| Текст                 | 32 знакова x 24 линије                    |
| Графика               | 256 x 192 тачака                          |
| Боја                  | 8 са два тона свака (нормално и свијетло) |
| Звук                  | 1 глас / 10 октава (преко телевизора)     |
| Димензије             | непознато                                 |
| Портови               |                                           |
| Оперативни систем     |                                           |